# Cemil Çiçek

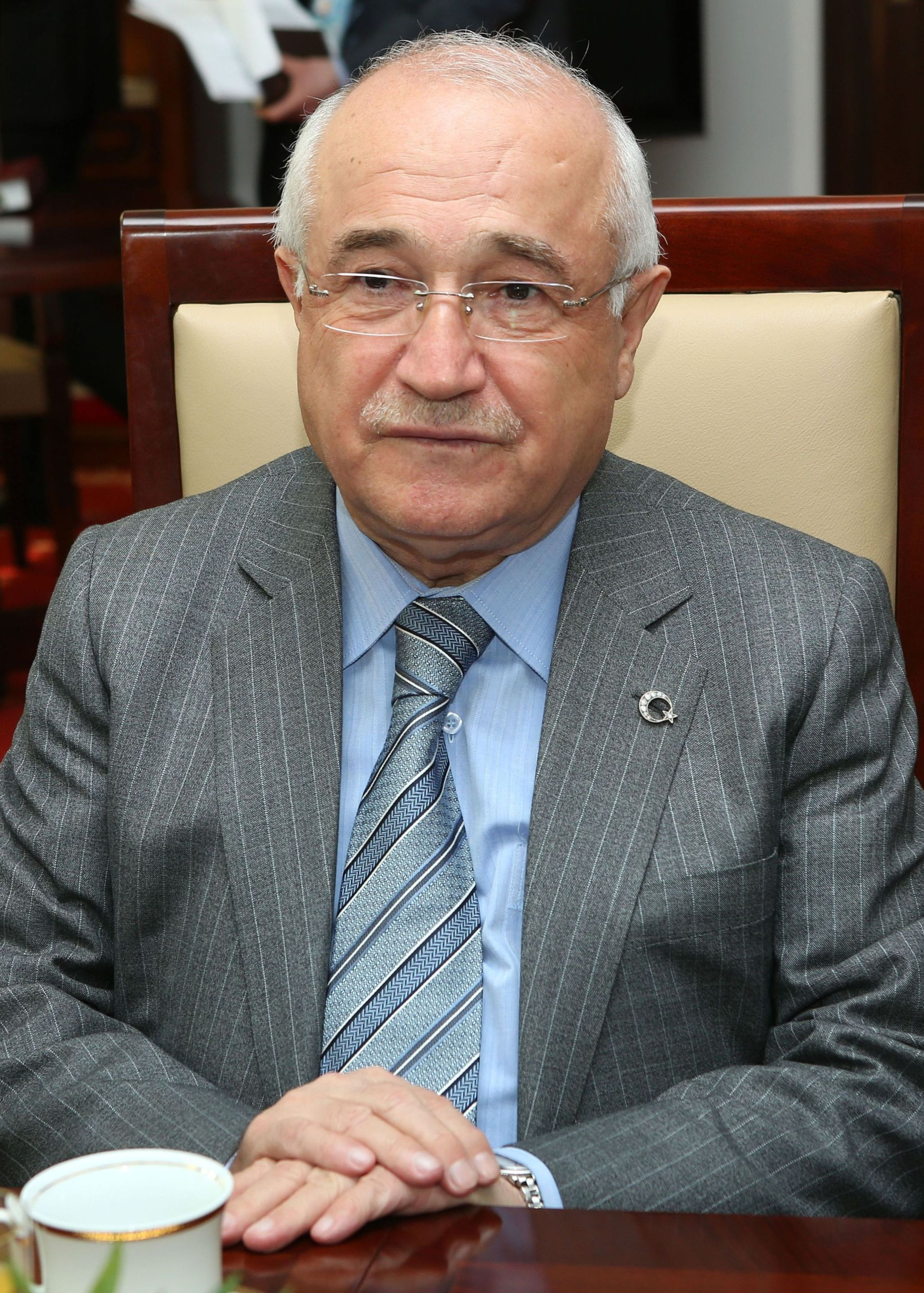
Cemil Çiçek (2014)

Cemil Çiçek (* 15. November 1946 im Dorf Musabeyli Boğazı, Provinz Yozgat, Türkei) ist ein türkischer Politiker der Partei AKP. Von 2002 bis 2007 bekleidete Çiçek die Ämter des Justizministers und des Regierungssprechers, später war er auch als stellvertretender Ministerpräsident und als Präsident des türkischen Parlaments tätig.

## Leben
Cemil Çiçek kam als ältester Sohn von elf Geschwistern zur Welt. Im Geburtsregister wurde nach seinem Großvater als Efendi Çiçek registriert. Nach der Grundschule wird der Vorname in Cemil umgeändert. Die Grundschule besuchte er in der Dorfgrundschule von Musabeyli Boğazı, seinem Heimatdorf. Die Mittelschule besuchte er in der Provinzhauptstadt Yozgat in 21 km Entfernung. Anschließend absolvierte er ebenfalls dort das İmam-Hatip-Gymnasium. 1965 nahm er ein Studium der Rechtswissenschaften an der Universität Istanbul auf. Nachdem er sein Studium 1971 beendet hatte, arbeitete er bis 1983 als Rechtsanwalt.
Çiçek war 1983 einer der 37 Mitbegründer der liberalkonservativen Anavatan Partisi (ANAP), die im selben Jahr mit 45,14 % der Stimmen stärkste Partei wurde und daraufhin die Regierung stellte. Aufgrund eines Vetos des Nationalen Sicherheitsrates durfte Çiçek sich nicht zur Parlamentswahl aufstellen. Çiçek wurde stattdessen 1984 Bürgermeister in Yozgat für die ANAP. 1987 wurde Çiçek Parlamentsabgeordneter und  Staatsminister für Familie unter Ministerpräsident Turgut Özal. Er war ferner Staatsminister unter Yıldırım Akbulut und Mesut Yılmaz. 1997 verließ er die ANAP und wurde Mitglied der Fazilet Partisi. Nachdem diese 2001 verboten worden war, wechselte er zur heute regierenden Adalet ve Kalkınma Partisi (AKP).
Çiçek war im Kabinett Gül und im I. Erdoğan-Kabinett Justizminister. Seit dem 29. August 2007 war er Mitglied des II. Erdoğan-Kabinetts der AKP-Regierung unter Erdoğan, in dem er stellvertretender Ministerpräsident und Staatsminister für die Koordination der Ministerien, Menschenrechte und die Zypernfrage war.
Çiçek ist verheiratet und Vater von drei Kindern.